# William Gray
Pour les articles homonymes, voir William S. Gray et Gray.
William Gray, né vers 1790 et mort à Rockford en Tasmanie en 1849, est un officier et explorateur britannique.

## Biographie
Le major Gray est connu pour avoir été en 1816 envoyé en Afrique avec le docteur John Dochard pour y rechercher les papiers de Mungo Park. Il entre ainsi dans le Fouta-Djalon et y rencontre les populations Foullahs et Mandingues mais les pluies et les Peuls les empêchent de poursuivre. Après la mort de Dochard, Gray revient en Angleterre sans résultats notables. Il publie en 1825 en Angleterre, puis en 1826 en France, reprenant le récit de Dochard, l'ouvrage Voyage dans l'Afrique occidentale pendant les années 1818-1819-1820 et 1821 depuis la rivière Gambie jusqu'au Niger en traversant les états de Woulli, Bondoo, Galam, Kassan, Kaarta et Foulidou.
Jules Verne relate les aventures de Dochard et Gray dans le chapitre XXXVIII de son roman Cinq Semaines en ballon.